# Sibu Sire (woreda)
Pour les articles homonymes, voir Sibu Sire et Sire.
Sibu Sire est un woreda de l'ouest de l'Éthiopie situé dans la zone Misraq Welega de la région Oromia. Il compte 102 228 habitants en 2007. Son chef-lieu est Sire. 

## Situation
Située dans la partie sud de la zone Misraq Welega, la ville de Sire est sur la route en direction d'Ambo et Addis-Abeba environ 50 km à l'est de Nekemte,.
Le woreda Sibu Sire s'étend principalement au nord-ouest de Sire, entouré par les woredas Gudeya Bila, Gobu Seyo, Bonaya Boshe, Wama Hagalo, Wayu Tuka et Guto Gida.

## Population
Au recensement national de 2007, la population du woreda atteint 102 228 habitants dont 10 % de citadins avec 10 243 habitants à Sire. Environ 44 % des habitants sont protestants, 41 % sont orthodoxes et 14 % sont musulmans.
En 2022, sa population est estimée à 149 855 personnes avec une densité de population de 143 personnes par km2 et 1 047 km2 de superficie.